# Agelaea
Agelaea es un género  de plantas fanerógamas perteneciente a la familia de las connaráceas. Comprende 93 especies descritas y de estas, solo 15 aceptadas.

## Taxonomía
El género fue descrito por Sol. ex Planch.  y publicado en Linnaea 23: 437. 1850.

## Especies aceptadas
A continuación se brinda un listado de las especies del género Agelaea aceptadas hasta diciembre de 2013, ordenadas alfabéticamente. Para cada una se indica el nombre binomial seguido del autor, abreviado según las convenciones y usos.
- Agelaea annobonensis Schellenb.
- Agelaea baronii Schellenb.
- Agelaea borneensis (Hook.f.) Merr.
- Agelaea claessensii De Wild.
- Agelaea coccinea Exell
- Agelaea conraui Schellenb.
- Agelaea gabonensis Jongkind
- Agelaea insignis (Schellenb.) Leenh.
- Agelaea macrophylla (Zoll.) Leenh.
- Agelaea palmata Jongkind
- Agelaea paradoxa Gilg
- Agelaea pentagyna (Lam.) Baill.
- Agelaea poggeana Gilg
- Agelaea rubiginosa Gilg
- Agelaea trinervis (Llanos) Merr.